# Matanzas (Chile)
Matanzas es una localidad costera de Chile perteneciente a la comuna de Navidad, al norponiente de la provincia Cardenal Caro (región de O'Higgins).

## Localización
Geográficamente, Matanzas se ubica entre los 33° 57′ 15″ de latitud sur y los 72° 52’ de longitud oeste aproximadamente, ocupando los terrenos adyacentes a la caleta del mismo nombre, frente a los islotes Lobos y Pájaros.

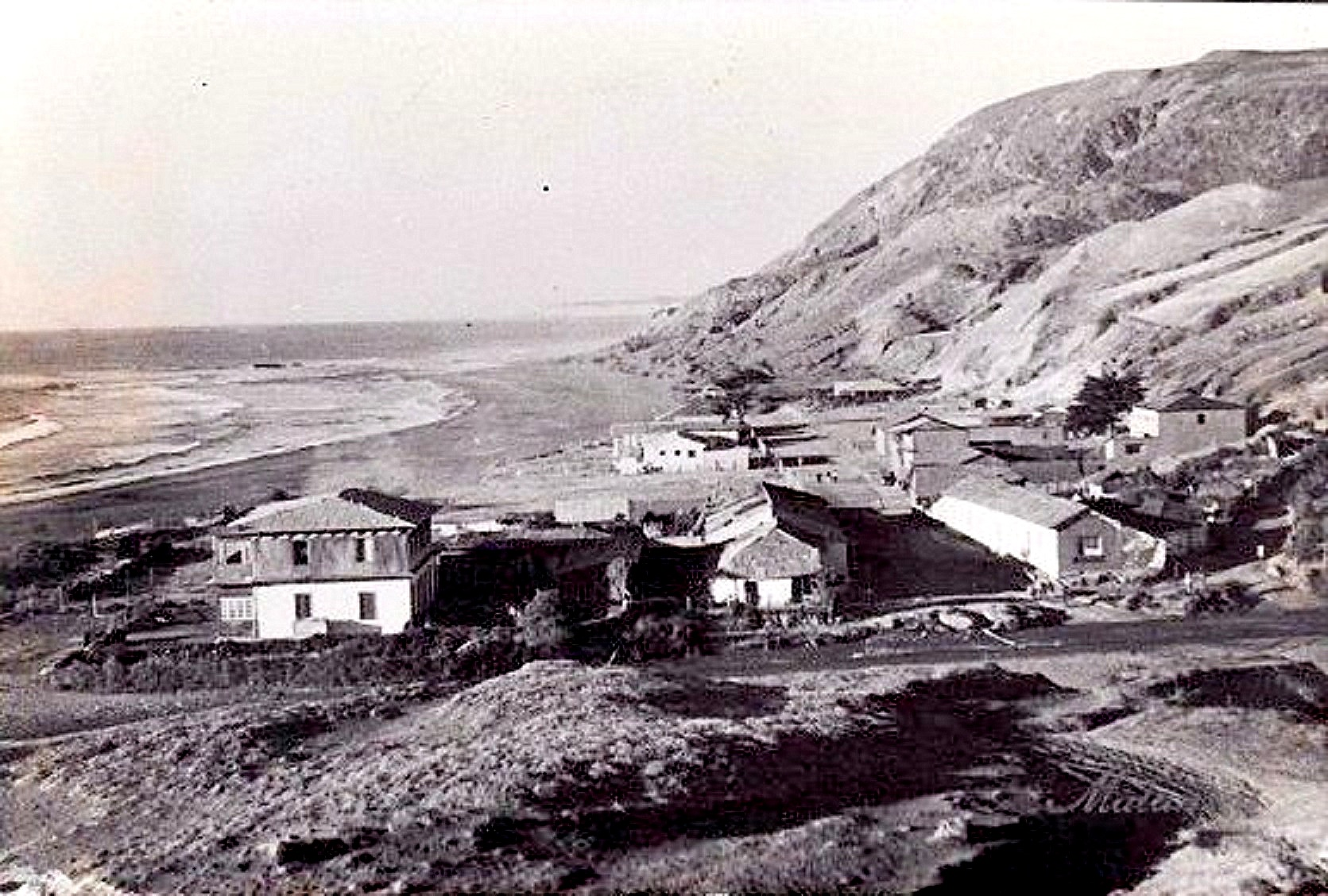
Matanzas en 1910

## Toponimia
El nombre de Matanzas proviene de la industria de la caza y el procesamiento de lobos marinos, que se mataban para extraer aceite y otros bienes.

## Historia
Matanzas fue un famoso puerto durante la época de la colonización de Chile, y fue el lugar en el que una parte del Ejército español responsable de la ocupación de Chile de la Zona Central, desembarcó. En la memoria colectiva de los más viejos existían noticias respecto a que Matanzas fue el lugar  frecuentado por piratas. Una historia local habla de la visita de Sir Francis Drake, que desembarcó y fue bien recibido en Matanzas. De estos hechos no hay un sustento documental y tampoco fundamentos respecto a que hay un galeón español hundido fuera de la costa.
En 1906, el terremoto que asoló la zona central del paísprovocó muchos daños en las bodegas del puerto, pero éste siguió funcionando y tuvo una época de oro entre 1913 y 1915 época en la cual los porteños matancinos tuvieron la ilusión de que el ramal  ferroviario de San Fernando hacia el interior llegara a Matanzas. En esta época Matanzas fue la Comuna, sede parroquial, tuvo un periódico "El Progreso" totalmente escrito e impreso en el puerto, un extraordinario documento de 80 ejemplares (puede ser consultado en microfilm en la Biblioteca Nacional). La decisión gubernamental de llevar terminal ferroviario a Pichilemu y no a Matanzas, mató definitivamente las esperanzas de los matancinos; el ferrocarril era la única solución para un puerto que, en las primeras décadas del siglo XX tenía muy poco movimiento. La sede parroquial ya se había trasladado a Navidad, en 1920 perdió su calidad de Comuna por no tener la calidad de autofinanciarse y, finalmente, el terremoto y posterior tsunami de 1928, que afecto a la zona central del país, terminó por sepultar definitivamente, los anhelos de los habitantes y la ilusión del ferrocarril. Quedan aún vestigios de aquello: algunos fierros en la arena de lo que fuera el muelle que penetraba más allá de las rompientes.

## Geología
Morfológicamente los terrenos sobre los cuales se asienta responden a dos unidades geográficas bien diferenciadas: un angosto sector plano u orilla de playa bordeando el mar sobre el que se emplaza la mayor parte de la población e inmediatamente a continuación un sector más elevado de laderas abruptas con escasos sectores amesetados cuya altura fluctúa entre los 10 a 100 m.

## Clima
Los vientos reinantes y casi permanentes en este sector durante todo el año, son el Sur y Sur poniente; especialmente el Sur que con una fuerza increíble, corre por la franja costera permitiendo la práctica de deportes náuticos.

## Matanzas como un destino turístico
La playa de Matanzas es conocida por su arena gris y un clima con viento durante todo el año, por lo que es un lugar ideal para practicar surf , Bodyboarding remo a pie , windsurf y el kitesurf . Matanzas también es conocida por su rica fauna. Los islotes de Lobos y Pájaros proporcionan una zona de nidificación de varias especies y el científico inglés Charles Darwin descubrieron 31 especies alrededor de Matanzas en su análisis de 1846 acerca de la Formación Navidad . El área incluye muchas especies de moluscos que se revisó por última vez ampliamente por Filipo (1887).
Hay servicios básicos en Matanzas, como una escuela, hoteles, cabañas para alquilar y sitios de campamento. La industria local está dominada por el cultivo de la agricultura y ganadería. Matanzas está creciendo como destino turístico.

## Leyendas del lugar

### Playa del Padre
El edificio de la Gobernación Marítima fue adquirido y cedido a perpetuidad a la Orden Franciscana. En los 1920s una gran número de religiosos veraneó en dicha localidad , y uno de ellos se internó nadando en dicha playa, haciendo gala de sus dotes de nadador. Se ahogó y nunca más fue encontrado. Dicen los lugareños que, de tanto en tanto se observa un fraile franciscano en actitud de oración en dicha playa.

### Piedra de la Sirena
A unos cien metros más al sur de la playa del Padre se encuentra la Piedra de la Sirena, un mirador en que, según los lugareños, residía una bella sirena, la que en un momento se enamoró de un afuerino, generando una tormenta de celos y violencia en los lugareños. Oreste Plath describió magistralmente la leyenda:

Dicen que en la playa de Matanzas, allá en Colchagua, vivió la más hermosa chilena de su tiempo. No había colchagüino que no la pretendiera ni mujer que no sintiera, por lo mismo, celos. La bella, cuyo nombre se ha perdido, no aceptaba los galanes de por allí, porque nada le decían a su corazón.
Una noche ancló en Matanzas un barco extranjero, produciendo gran alborozo: aquello significaba comercio y sustanciosas ventas para abastecerlo.
El primero en desembarcar a la mañana siguiente fue el apuesto capitán inglés del barco. Y él, que tantos países y bellas mujeres conociera, vio de pronto a nuestra hermosa chilena. De inmediato quedó prendado. Al serle presentado, por primera vez a ella le sucedió lo mismo . ¡Al fin llegaba el hombre de sus sueños!
Como el barco debía permanecer allí un tiempo, comenzó un idilio y decidieron casarse.
Esto desató el odio de los frustrados galanes colchagüinos, odio impotente que, por lo mismo, se hacía más intenso. Decidieron que si ella no podía ser de ellos no lo sería de nadie. Para esto, recurrieron a una bruja famosa de los alrededores. Se decía que tenía extraños poderes, entre estos silbar al viento cuando quería que hubiese tempestad. Celosa ella también de la joven, aceptó el trato que pedían, a cambio de una suma de dinero constante y sonante. Con sus malas artes hizo que, al anochecer, aquella saliera a caminar por la playa y con un hechizo la convirtió en una roca que adopto la forma de la desdichada.
El novio, desesperado, la buscó en vano. Nadie supo darle razón y, desolado, volvió a zarpar.
Dicen los lugareños, que en las noches la joven vuelve a la vida para ayudar a los que se pierden por allí. Además afirman que trae buena fortuna a los enamorados que se juren amor junto a la roca.
Según la leyenda, años después de haber desaparecido la joven, ancló en el puerto otro barco, al mando de un capitán inglés. Pero nadie desembarcó . De pronto desatóse un temporal tan violento que el ancla fue cortada y el barco arrastrado hasta la Roca de la Sirena. Ahí se hundió y quedó en tal forma, que parecía estar arrodillado frente a ella. De su tripulación no se encontraron rastros.
Afirman los lugareños que, desde entonces, y tanto de día como de noche se escuchan surgir voces y cantos entre el murmullo de las olas que azotan La Roca de la Sirena. 
Oreste Plath